# El General (rappeur tunisien)
Pour les articles homonymes, voir Ben Amor et El General.
Ne doit pas être confondu avec le reggae man panaméen El General (en).
El General (arabe : الجنرال), nom de scène de Hameda Ben Amor (حمادة بن عمر), né le 7 octobre 1989 en Arabie saoudite, est un rappeur tunisien.
Sa chanson Rais Lebled, sortie en novembre 2010, le fait connaître auprès du grand public.

## Biographie
Cadet d'une fratrie de quatre enfants, il vit à Sfax avec ses parents. Actif à partir de 2007, Ben Amor écrit principalement des chansons de rap à caractère politique où le thème de la corruption occupe une place importante.
En raison de la censure sous le régime du président Zine el-Abidine Ben Ali, il ne peut donner de concert, sortir des albums ou les voir diffuser sur les radios tunisiennes et se tourne donc vers les réseaux sociaux, notamment YouTube.
Sa chanson la plus connue, Rais Lebled, sortie le 7 novembre 2010, cherche à attirer l'attention sur les mauvaises conditions de vie de la jeunesse tunisienne et accuse le président d'utiliser et d'encourager la corruption et de ne pas agir contre les problèmes autrement qu'avec des méthodes dignes d'un État policier. Sa chanson est décrite par le magazine Time comme l'« hymne de la révolution et des protestataires de la place Tahrir au Caire ».
Deux jours après que sa chanson, Tounes Bledna, a été publiée le 22 décembre 2010, il est arrêté par la police, et conduit à Tunis pour être interrogé sur ses connexions politiques, ce que Ben Amor qualifie de « torture morale ». Il est relâché trois jours plus tard sous la pression des manifestations qui ont suivi l'immolation de Mohamed Bouazizi.
Le magazine Time le classe en 2011 parmi les 100 personnalités les plus influentes au monde.

## Titres
- Aalesh?  (Pourquoi ?)
- Sidi Rais (Monsieur le Président)
- Rais Lebled (Président du pays)
- Tounes Bledna (Tunisie notre pays)
- Yezzi Maskotna (Arrêtons de nous taire)
- Tahia Tounes (Vive la Tunisie)
- Bledi Matebkich (Mon pays, ne pleurs pas)
- Hor
- Yhebbou Ylezzouni
- 3ammel 3al 3ali
- Mechia w Tzid
- Tfol Sghir
- Mise à jour
- Solo
- Ma Nsina
- Ready
- Hwemna
- Donia
- Tsunami
- Waadi
- Fannen & Ensen